# Tabela de transição de estados para autômatos finitos
Na teoria dos autômatos, uma tabela de transição de estados é uma tabela que mostra para qual estado (ou estados, no caso de um autômato finito não-determinístico) a máquina de estados finitos irá se mover, com base no estado atual e em outras entradas. Uma tabela de estados é, essencialmente, uma tabela verdade em que algumas das entradas são o estado corrente, e as saídas incluem o estado seguinte, juntamente com outras saídas.
A tabela de estado é uma das muitas maneiras de especificar o comportamento de uma máquina de estado.

## Formas comuns

### Tabelas de estado unidimensionais
Tabelas de estado unidimensionais se assemelham mais com as tabelas verdade do que as versões bidimensionais. As entradas são geralmente colocados no lado esquerdo, e separadas das saídas, que estão à direita. As saídas vão representar o próximo estado da máquina. Aqui está um exemplo simples de uma máquina de estado com dois estados e duas entradas:
| A | B | Estado Atual | Próximo Estado | Saída |
| - | - | ------------ | -------------- | ----- |
| 0 | 0 | S1           | S2             | 1     |
| 0 | 0 | S2           | S1             | 0     |
| 0 | 1 | S1           | S2             | 0     |
| 0 | 1 | S2           | S2             | 1     |
| 1 | 0 | S1           | S1             | 1     |
| 1 | 0 | S2           | S1             | 1     |
| 1 | 1 | S1           | S1             | 1     |
| 1 | 1 | S2           | S2             | 0     |

S1 e S2 poderiam ser representados como bits 0 e 1.

### Tabelas de estados bidimensionais
Tabelas de transição de estado são tipicamente tabelas bidimensionais. Existem duas formas comuns para organizá-las.
- A dimensão vertical (ou horizontal) indica estados atuais, a dimensão horizontal (ou vertical) indica eventos, e as células (interseções de linha/coluna) na tabela indicam o próximo estado se ocorrer um evento (e, possivelmente, a ação associada a este estado de transição).

| Eventos Estado | E1    | E2    | ... | En    |
| S1             | -     | Ay/Sj | ... | -     |
| S2             | -     | -     | ... | Ax/Si |
| ...            | ...   | ...   | ... | ...   |
| Sm             | Az/Sk | -     | ... | -     |

(S: estado, E: evento, A: ação, -: transição ilegal)
- A dimensão vertical (ou horizontal) indica estados atuais, a dimensão horizontal (ou vertical) indica próximos estados, e as interseções de linha/coluna contém o evento que irá levar a um próximo estado particular.

| próximo atual | S1    | S2    | ... | Sm    |
| S1            | -     | -     | ... | Ax/Ei |
| S2            | Ay/Ej | -     | ... | -     |
| ...           | ...   | ...   | ... | ...   |
| Sm            | -     | Az/Ek | ... | -     |

(S: estado, E: evento, A: ação, -: transição impossível)

## Outras formas
Transições simultâneas em várias máquinas de estados finitos podem ser mostradas no que é efetivamente uma tabela de transição de estado n-dimensional, em que pares de linhas mapeiam estados atuais para os próximos estados. Esta é uma alternativa para representar a comunicação entre máquinas de estados interdependentes.

## Exemplo
Um exemplo de uma tabela de transição de estado para um autômato M em conjunto com o diagrama de estado correspondente é dado abaixo.
| \| Entrada Estado \| 1 \| 0 \| \| S1 \| S1 \| S2 \| \| S2 \| S2 \| S1 \| |    | Diagrama de Estados |
| Entrada Estado                                                           | 1  | 0                   |
| S1                                                                       | S1 | S2                  |
| S2                                                                       | S2 | S1                  |

Todas as possíveis entradas para a máquina são enumeradas entre as colunas da tabela. Todos os estados possíveis são enumerados nas linhas. A partir da tabela de transição de estado dada acima, é fácil ver que, se a máquina está em S1 (primeira linha), e a próxima entrada é um caractere 1, a máquina vai ficar em S1. Se um caractere 0 chega, a máquina fará a transição para S2, como pode ser visto a partir da segunda coluna. No diagrama isso é denotado pela seta a partir de S1 para S2, marcada com um 0.
Para um autômato finito não-determinístico (AFN), uma nova entrada pode levar a máquina para mais de um estado, por isso ele é não-determinístico. Isto é indicado em uma tabela de transição de estado por um par de chaves {} com o conjunto de todos os próximos estados entre eles. Um exemplo é dado abaixo.
| Entrada Estado | 1  | 0          | ε  |
| S1             | S1 | { S2, S3 } | Φ  |
| S2             | S2 | S1         | Φ  |
| S3             | S2 | S1         | S1 |

Aqui, se uma máquina não determinística no estado S1 lê uma entrada 0, poderá ir para dois estados ao mesmo tempo, os estados S2 e S3. A última coluna define se existe uma transição vazia (ε) entre os estados. Esse caractere especial (ε) permite que o AFN vá para um estado diferente sem que seja fornecida nenhuma entrada. No estado S3, o AFN pode mover-se para S1 sem consumir nenhum caractere de entrada. Os dois casos acima fazem o autômato finito ser descrito como não-determinístico.

## Transformações de/para diagrama de estado
É possível traçar um diagrama de estado a partir de uma tabela. Uma seqüência de passos é dada abaixo:
1. Desenhe círculos para representar os estados dados.
2. Para cada um dos estados, examine a linha correspondente e desenhe uma seta para o estado de destino. Pode haver várias flechas para um dado caractere de entrada se o autômato for um AFN.
3. Designar um estado como o estado inicial. O estado inicial é dado na definição formal do autômato.
4. Designar um ou mais estados de aceitação. Isto também é dado na definição formal.

## Leituras complementares
- Michael Sipser: Introduction to the Theory of Computation. PWS Publishing Co., Boston 1997 ISBN 0-534-94728-X